# Aphidius
Aphidius is een geslacht van schildwespen (Braconidae).
De wetenschappelijke naam van het geslacht is voor het eerst geldig gepubliceerd in 1818 door Nees von Esenbeck. Aphidius avenae Haliday, 1834 is in 1954 door de International Commission on Zoological Nomenclature aangeduid als de typesoort.
Aphidius zijn parasitoïden van bladluizen; sommige soorten worden ingezet voor de biologische bestrijding ervan. In New South Wales (Australië) is in de periode tussen 1978 en 1981 Aphidius ervi ingezet tegen de uit Azië afkomstige bladluis Acyrthosiphon kondoi, die een plaag was voor de teelt van alfalfa.
Aphidius is het grootste geslacht uit de onderfamilie Aphidiinae. Er zijn meer dan honderd soorten beschreven. Deze schildwespen komen voor over de hele wereld.

## Soorten
Deze lijst van 128 stuks is mogelijk niet compleet.
- A. adelocarinus Smith, 1944
- A. alius Muesebeck, 1958
- A. amamioshimensis Takada, 1968
- A. amelanchieri Liu, 1977
- A. amphorophori Liu, 1977
- A. apolloni Kavallieratos & Tomanovic, 2006
- A. aquilus Mackauer, 1961
- A. areolatus Ashmead, 1906
- A. artemisicola Tizado & Nunez-Perez, 1995
- A. arvensis (Stary, 1960)
- A. asteris Haliday, 1834
- A. atropetiolatus Ashmead, 1890
- A. autriquei Stary, 1985
- A. avenae Haliday, 1834
- A. avenaphis (Fitch, 1861)
- A. balcanicus Tomanovic & Petrovic, 2011
- A. bertrandi Benoit, 1933
- A. biocarinatus Chen & Shi, 2001
- A. brasiliensis Brethes, 1918
- A. breviatus Shi & Chen, 2001
- A. camerunensis Mackauer, 1966
- A. cingulatus Ruthe, 1859
- A. colemani Viereck, 1912
- A. coloratus Baker, 1909
- A. constrictus (Nees, 1811)
- A. cupressi Wang & Dong, 1996
- A. chaetosiphonis Tomanovic & Petrovic, 2011
- A. chrisanthemi Marshall, 1896
- A. delicatus Baker, 1909
- A. dianensis Dong & Wang, 1996
- A. dimidiatus Curtis, 1831
- A. dipsaci (Schrank, 1802)
- A. eadyi Stary, Gonzalez & Hall, 1980
- A. eglanteriae Haliday, 1834
- A. ericaphidis Pike & Stary, 2011
- A. ervi Haliday, 1834
- A. erysimi (Stary, 1960)
- A. ferruginosus Baker, 1909
- A. floridaensis Smith, 1944
- A. frumentarius Latteur, 1979
- A. fulvus Cresson, 1865
- A. fumatus Haliday, 1834
- A. funebris Mackauer, 1961
- A. fuscoventris Cresson, 1865
- A. galii Tomanovic & Kavallieratos, 2002
- A. geranii Tomanovic & Kavallieratos, 2010
- A. gifuensis Ashmead, 1906
- A. glacialis Ashmead, 1902
- A. hieraciorum Stary, 1962
- A. hortensis Marshall, 1896
- A. inclusus Ratzeburg, 1852
- A. iranicus Rakhshani & Stary, 2007[5]
- A. kakimiaphidis Smith, 1944
- A. kunmingensis (Wang & Dong, 1997)
- A. lincangensis Dong, 1988
- A. linosiphonis Tomanovic & Stary, 2001
- A. linosiphonus Tomanovic & Stary, 2001
- A. liriodendrii Liu, 1977
- A. longiantennatus Chou & Xiang, 1982
- A. longicornis Cresson, 1865
- A. longipetiolus Takada, 1968
- A. lupini Liu, 1977
- A. macrophthalmus Brues, 1933
- A. macrosiphoniella (Tamili & Raychaudhuri, 1984)
- A. macrosiphoniellae Takada, 1968
- A. magdae Mescheloff & Rosen, 1990
- A. marvelus Chen & Shi, 2001
- A. masonaphis Liu, 1977
- A. matricariae Haliday, 1834
- A. matsuyamensis (Takada, 1966)
- A. maximus Theobald, 1937
- A. medvedevi Davidian, 2010
- A. megourae Stary, 1965
- A. microlophii Pennachio & Tremblay, 1987
- A. montanus Ashmead, 1890
- A. montenegrinus Tomanovic & Kavallieratos, 2004
- A. montereyensis Liu, 1977
- A. multiarticulatus (Ashmead, 1889)
- A. myzocallidis Mescheloff & Rosen, 1990
- A. niger Shi & Chen, 2001
- A. nigripes Ashmead, 1901

- A. obscuripes Ashmead, 1889
- A. ohioensis Smith, 1944
- A. pallipes Cresson, 1865
- A. pelargonii Stary & Carver, 1980
- A. persicus Rakhshani & Stary, 2006
- A. phalangomyzi Stary, 1963
- A. phragnitei Lu & Ji, 1993
- A. pisivorus Smith, 1941
- A. pleotrichophori (Takada, 1966)
- A. plocamaphidis (Stary, 1973)
- A. polycostulari Das & Chakrabarti, 1991
- A. polygonaphis (Fitch, 1855)
- A. popovi Stary, 1978
- A. propinquus Ashmead, 1902
- A. pseudopicipes Stary, 1983
- A. pseudoplatanus Curtis, 1837
- A. pteridis Liu, 1977
- A. qadrii (Shujauddin, 1977)
- A. ramithyrus Smith, 1944
- A. rhopalosiphi de Stefani-Perez, 1902
- A. ribis Haliday, 1834
- A. rosae Haliday, 1833
- A. rosaphidis Smith, 1944
- A. rubifolii Mackauer, 1968
- A. rufus Goureau, 1851
- A. salicis Haliday, 1834
- A. santolinae (Michelena & Sanchis, 1995)
- A. schimitscheki (Stary, 1960)
- A. segmentatus Pike & Stary, 2000
- A. setiger (Mackauer, 1961)
- A. seyrigi Granger, 1949
- A. sichuanensis Chen & Shi, 2001
- A. similis Stary & Carver, 1980
- A. smithi Sharma & Subba Rao, 1959
- A. sonchi Marshall, 1896
- A. staryi

Aphidius staryi (Chen & Luhman) Chen & Luhman, 1991
Aphidius staryi (Das & Chakrabarti) Das & Chakrabarti, 1990
- A. subantarcticus Stary & Vogel, 1985
- A. sussi Pennachio & Tremblay, 1989
- A. tanacetarius Mackauer, 1962
- A. tarsalis van Achterberg, 2006
- A. transcaspicus Telenga, 1958
- A. tuberculatus Samanta & Raychaudhuri, 1990
- A. uroleuci Mescheloff & Rosen, 1990
- A. urticae Haliday, 1834
- A. uzbekistanicus Luzhetzki, 1960
- A. vaccinii Liu, 1977
- A. viaticus (Sedlag, 1969)